# Miętusie Turnie

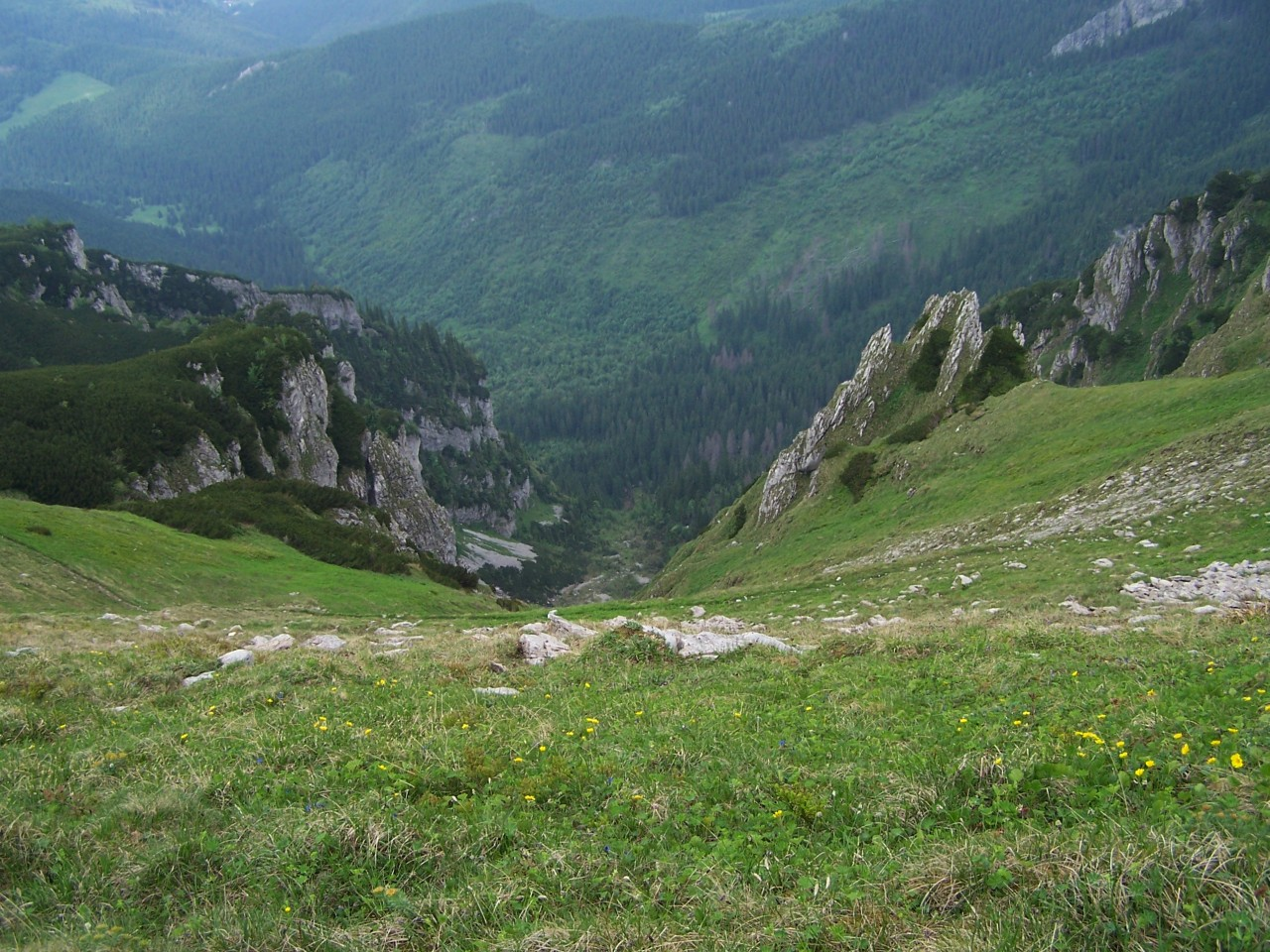
Mała Świstówka, widok z Upłaziańskiej Kopy. Po lewej stronie Miętusie Turnie

Miętusie Turnie – skalne turnie, turniczki i skały w grzędzie oddzielającej Wołowy Żleb od Małej Świstówki w polskich Tatrach Zachodnich. Jest to grzęda opadająca z Upłaziańskiej Kopy do Doliny Miętusiej (a dokładniej do Wyżniej Miętusiej Równi). Zbudowane są ze skał dolomitowo-wapiennych. Do Małej Świstówki Miętusie Turnie opadają nagimi ścianami o wysokości około 50 m, do Wołowego Żlebu urwiskami porośniętymi lasem lub kosodrzewiną. Znajdują się poza znakowanymi szlakami turystycznymi, taterników nie zainteresowały. W rejonach tych bywają tylko grotołazi, ale oni interesują się tylko jaskiniami. Około 8 m powyżej piargów Małej Świstówki w Miętusich Turniach znajduje się otwór Jaskini Miętusiej Wyżniej. W pobliżu są też jaskinie: Piwniczka, Dziura na Półce, Jaskinia w Małej Świstówce i Mała Komora.